# Mamoru Kanbe
Mamoru Kanbe (神戸守?, Kanbe Mamoru; 1962) è un regista giapponese.
Tra i suoi lavori più famosi vi sono Elfen Lied e Cardcaptor Sakura.

## Filmografia
- Ninja Ryukenden (1991)
- Ninja Toshi Monogatari (1994)
- Harimogu Harry (1996)
- Cardcaptor Sakura (1998-2000)
- La principessa Comet (2001-2002)
- Elfen Lied (2004-2005)
- Robonimal Panda-Z: The Robonimation (2004)[1]
- I"s Pure (2005)
- Demon Prince Enma (2006-2007)[2]
- Denpa teki na Kanojo (2009)[3]
- Sora no woto (2010)
- The Promised Neverland  (2019)